# Genolinea montereyensis
Genolinea montereyensis är en plattmaskart. Genolinea montereyensis ingår i släktet Genolinea och familjen Hemiuridae. Inga underarter finns listade i Catalogue of Life.